# Dog Collared
Dog Collared est un cartoon réalisé par Robert McKimson, sorti en 1950.
Il met en scène Porky Pig.